# トラジマのミーめ
『トラジマのミーめ』は、松本零士による漫画作品。猫を主人公にした動物漫画である。

## 概要
トラジマの猫・ミーくんを主人公に、飼い主のあつ子一家やノラ猫仲間たちとの日常を描く。松本が東京都練馬区の大泉学園町に引っ越してきた当時の自宅近辺を背景として、ミーくんとミーくんを飼う家族の心のつながりを描いた作品である。主役の猫・ミーくんは松本が14年間飼っていた同名の猫をモデルとしており、後述するあらすじにおけるミーくんとの出会いのくだりを含め、作中のエピソードは松本の実体験が元となっている。
第1話ではミーくんとあつ子一家の出会いからミーくんの最期までが描かれ、第2話以降はミーくんが14年間生きてきた中で出会った猫にスポットを当てた形式で物語が展開する。いずれも悲しい結末を迎える話となっており、これは後述する単行本併録の読切作品も同様である。
秋田書店の少女漫画雑誌『月刊プリンセス』1975年9月号-1977年12月号にて、PART1からPART5まで5本の短編が掲載された。本作を掲載する前に描かれた読切作品に『アイアム・ミーくん!』、『レッツゴー ミーくん!』、『サムライ ミーくん!』、『OK ミーくん!』（いずれも集英社『りぼん』掲載）があり、これらの作品の設定を踏まえて発表されたのが本作である。なお、これらの読切作品は本作『トラジマのミーめ』と共に、1冊の単行本及び文庫として収録され、秋田書店より刊行された。日本以外では2016年にイタリアでも出版されている。
作中で描かれるミーくんとあつ子一家が暮らしている町の描写は、松本が練馬の大泉学園に移り住んだ当時の新興住宅街の町並みをモデルにしている。松本によればこれは自宅から大泉学園駅の方角を見た当時の景色なのだといい、当初は民家だけだったが連載で話が進んでいくうちに次々にビルが建ってきたとのことで、当時の急速に進む練馬の建築ラッシュによる変化が作中で描かれることとなった。

## あらすじ
－あつ子がまだ幼い頃のこと。あつ子の家に小さな訪問者がやってきた。それはまだ小さな虎縞の子猫だった－
雪の降るクリスマスイブの夜、外で物音がするのであつ子の父が家の戸を開けると、二階の外の手すりに掴まりながら鳴く小さな子猫がいた。あつ子の家族は寒さに震えるその子猫を中に迎え入れ、魚をあげるとその子猫は頭をぺこりと下げ、お礼をして食べ始めた。その様子を見ていたあつ子の家族は「チビトラ」、「タマ」などの名前を適当に挙げて呼んでいたが、あつ子の父が「ミー」と呼ぶとその子猫は「ニャーン」と返事をした。
以来その子猫は「ミーくん」と呼ばれるようになり、あつ子の家族の一員となった。これがミーくんとあつ子の出会いであった。

## 登場キャラクター
キャストはOVAのもの。

### ミーくんとあつ子一家
アニメではあつ子の家族に苗字が設定され、大山家となっている。『りぼん』の読切版（以下、読切版と表記）ではこのほかに、あつ子には弟が二人いる。括弧で括られた名前はアニメ版で設定された名前である。
ミーくん
声：こおろぎさとみ
本作の主人公。「ミーくん」と呼ばれているが、メス猫である。作中では虎縞の顔がオスのような顔だったことでそう呼ばれるようになったとされている。街のノラ猫たちのアイドルで、たくさんのオス猫に囲まれる人気者。
モデルとなった松本の愛猫が14年間生きていたことから年齢は14歳と設定されている。実際の猫であればそれなりに高齢だが、少女漫画雑誌に掲載ということもあり、愛らしい姿で描かれている。
読切版ではオス猫となっている。また、本作以外の松本作品にもマスコット的な脇役として登場している。
（大山）あつ子
声：浦和めぐみ
小学生の女の子で、ミーくんの飼い主。『銀河鉄道999』の主人公・星野鉄郎をそのまま女の子にしたような容姿である。
読切版では姉御肌のキャラクターで、やや太目の体格に描かれている。
あつ子の父（大山敏郎）
声：龍田直樹
雪の降るクリスマスイブの夜に、家の外から聞こえる物音に気付きミーくんを中に入れ、魚を与えた命の恩人にしてその名付け親。ミーくんのネコ語が唯一通じる人物でもある。ミーくんとは親子同然であり、「彼女」に言い寄るオス猫を追い払おうと家の屋根の上までやってきた挙句、足を滑らせて隣の家の庭に落ちたことも。
松本作品では定番の背の低いガニマタのブ男といった容姿で描かれており、短気で喧嘩っ早いところがあるが心優しい父親である。
読切版ではごく普通の父親といった感じの容姿で、あまり目立たないキャラクターとなっている。
アニメ版で設定された名前は、『宇宙海賊キャプテンハーロック』などの作品においてハーロックの友人として登場するトチローの本名である。
あつ子の母（大山はな）
声：紗ゆり
ブ男の夫に比べ、整った容姿をしている。ごく普通の主婦。
あつ子の姉（大山明子）
声：根谷美智子
あつ子とは対照的に美人である。あつ子が父親似なのに対し、彼女は母親似。
読切版『レッツゴー ミーくん!』にも登場するあつ子の姉には、由紀子（ユキ）という名前がある。

### 町の猫たち
ミーくんの住む町で暮らす猫たち。作中で猫達が交わしている会話はネコ語であり、あつ子の父以外には「ニャー」、「ニャゴニャゴ」といった鳴き声にしか聞こえない。読切版には猫以外にも、ソース（本名はソクラテス）という名の豚がミーくんの仲間たちとして登場する。また、アニメには松本作品で頻繁に登場する黒い鳥・トリさん（声：松本吉朗）も登場している。 
ひとつ
全身真っ白だが、頭のてっぺんに黒い点が一つあるためこの名がついた。ミーくんの暮らすあつ子一家の住む家に忍び込み、ミーくんに熱烈なアプローチをかけるがフラれてしまう。
読切版『アイアム ミーくん!』では、街のボス猫として登場。また、『サムライ ミーくん!』では、ひとつの市という、座頭市のような盲目の猫が登場している。『OK ミーくん!』では、「九州にそのネコありと知られた大親分」と自称する町のボス猫として登場する。
松本の別作品でミーくんも登場する『エスの太陽』でも、北九州の小倉にいるネコを取り仕切るボス猫として登場している。
ボロクロ
全身真っ黒の猫。PART1からPART5まで全編にわたり登場するミーくんの猫友達で、読切版にも登場している。もともとは飼い猫で、飼われていたときに畳や布団の中でおもらしして主人に怒られ、コテンコテンにやられた経験をもつ。
シロボタ
声：松本吉朗
全身真っ白の猫で、PART2に登場。その体毛のために目立ってしまい、獲物を満足に取ることができなかった。人間が育てているアヒルを捕まえたために、飼い主の人間からシャベルで殴られ傷を負ってしまう。そんなシロボタを見かねたミーくんは色をつけてあげようと、よりによって肥溜めに落としたのだった。
アニメ『銀河鉄道物語』でも、同名の猫が登場する。
チャールズ
人間に飼われている飼い猫で、PART3に登場。立派な屋敷に住んでいて、飼い主は眼鏡をかけた女性。ステーキやハンバーグなど贅沢なものを食べて暮らしていたが、飼い主はチャールズを見捨てて引っ越してしまう。作中では、ミーくんが14年間の生涯で見てきた猫の中で一番哀れな猫とされている。
チビトラ
声：長嶝高士
PART4に登場。あつ子一家がミーくんより前に飼っていたオス猫。ミーくん同様に虎縞で、10年ぶりにあつ子の家に帰ってきた。あつ子の父はチビトラを幼少時育てるのに使っていたダンボールを用意した。そこで休んでいたところに話しかけてきたミーくんに若かった頃のことを話すと、何処かに行ってしまった。
ジェントル
PART5に登場する純血種の飼い猫。島村さんという飼い主と共に、ミーくんの住む町へと引っ越してきた。自分は上等な猫だから路上に飛び出しても車に轢かれることはないと思っている。それをいいことに路上に飛び出しては、人間の運転する車が急ブレーキをかける様子を見て楽しんでいた。

### 町の人たち
ミーくんの暮らす町に住む人たち。
チャールズの飼い主
PART3に登場。豪華な屋敷で暮らしている、眼鏡をかけた女性。チャールズがミーくんを自分の屋敷に案内してご馳走しようとしたところ、ミーくんを「ドロボーネコ」として箒（ほうき）で引っ叩いて放り出した。ミーくんを侮辱したことで、それを聞いたあつ子の父と取っ組み合いのケンカをする羽目に。
島村さん
PART5に登場。ジェントルの飼い主で、立派な屋敷に住んでいる。猫のしつけにはうるさく、ジェントルのことをガミガミと叱っている。
佐渡さん
PART5に登場。本名は佐渡魚造（さど さかぞう）という。『宇宙戦艦ヤマト』の佐渡酒造そっくりの姿をした魚屋さんで、あつ子の父の古い友人。酒好きで一ヶ月に一度くらいの割合であつ子の家に遊びに来ては、魚とお酒を持って来ていた。かつてはミーくんとよく似た猫を飼っており､ミーくんを初めて見たときにはその猫が化けて出てきたと思ったという。そうしたこともあってミーくんをとても可愛がっており､ミーくんもこのおじさんが大好きだった。

## 書誌情報
秋田書店より、1巻の単行本で1978年4月10日に刊行された（ISBN 425307099X）。その後、2001年2月10日に秋田文庫として1巻の文庫版が刊行されている（ISBN 425317616X） 
。また、文庫版の巻末には作家の花井愛子によるあとがきが添えられている。
収録作品
- 『トラジマのミーめ』 PART1 - PART5
  - PART1から順に『月刊プリンセス』1975年9月号、1976年新年号、6月号、11月号、1977年12月号に掲載。

- 『アイアム・ミーくん!』
- 『レッツゴー ミーくん!』　
- 『サムライ ミーくん!』  　
- 『OK ミーくん!』        
  - 上記4作品は『りぼん』1967年夏休み増刊号、1968年冬の増刊号、7月号付録、夏休み増刊号に掲載。

## アニメ
OVA『クイーン・エメラルダス』第3巻と第4巻に、特典映像として本作の短編アニメが各10分で収録されている。
収録エピソード
- 第一話「大山家のミーくん」
  - 『エメラルダス』OVA第3巻に収録。PART1とPART2を元に映像化。

- 第二話「チビトラ」
  - 『エメラルダス』OVA第4巻に収録。PART4を元に映像化。

スタッフ　
- 原作：松本零士
- 監督：影山楙倫
- 脚本：神尾麦
- キャラクターデザイン・作画監督：谷口守泰
- 絵コンテ・演出：吉田俊司
- 美術監督：宮前光春
- 音響監督：早瀬博雪
- アニメーション制作：ライフワーク
- 製作：マクザム、円谷映像、PDCI